# داميان بوهار
داميان بوهار (بالسلوفينية: Damjan Bohar) (18 أكتوبر 1991 في سلوفينيا - ) هو لاعب كرة قدم سلوفيني في مركز الوسط. شارك مع منتخب سلوفينيا تحت 21 سنة لكرة القدم ومنتخب سلوفينيا لكرة القدم. أما مع النوادي، فقد لعب مع زاغويمبيه لوبين ونادي ماريبور وND Mura 05 ‏.

## وصلات خارجية
- داميان بوهار على موقع الاتحاد الدولي (مؤرشف)  (الإنجليزية)
- داميان بوهار على موقع الاتحاد الأوربي (الإنجليزية)
- داميان بوهار على موقع قاعدة بيانات كرة القدم.إي يو (الإنجليزية)
- داميان بوهار على موقع ناشيونال فوتبول تيمز (الإنجليزية)
- داميان بوهار على موقع Soccerway.com (الإنجليزية)
- داميان بوهار على موقع AS.com (الإسبانية)